# Oshnūzang
Oshnūzang (persiska: اشنوزنگ) är en ort i Iran.   Den ligger i provinsen Västazarbaijan, i den nordvästra delen av landet, 600 km väster om huvudstaden Teheran. Oshnūzang ligger 1 444 meter över havet och antalet invånare är 631.
Terrängen runt Oshnūzang är huvudsakligen kuperad, men åt sydväst är den platt. Runt Oshnūzang är det ganska glesbefolkat, med 48 invånare per kvadratkilometer. Närmaste större samhälle är Piranshahr, 11,0 km sydväst om Oshnūzang. Trakten runt Oshnūzang består till största delen av jordbruksmark.